# Peter Marti
Peter Marti (Langenthal, 12 juli 1952 – 25 maart 2023) was een Zwitserse voetballer die speelde als aanvaller.

## Carrière
Marti speelde eerst bij FC Langenthal de club uit zijn geboortestad maar zette een stap hogerop bij BSC Young Boys, hij speelde er tot in 1972. Van 1972 tot 1975 speelde hij voor FC Zürich, hij won de beker in 1973 en werd landskampioen in 1974 en 1975.
Van 1975 tot 1981 speelde hij bij FC Basel, waarmee hij landskampioen werd in 1977 en 1980. De beker won hij nog eens met FC Aarau in 1985.

## Erelijst
- FC Zürich
  - Landskampioen: 1974, 1975
  - Zwitserse voetbalbeker: 1973

- FC Basel
  - Landskampioen: 1977, 1980

- FC Aarau
  - Zwitserse voetbalbeker: 1985